# Carl van Dockum
Carl Edvard van Dockum, född den 29 februari 1804 Köpenhamn, död den 29 januari 1893 i Helsingör, var en dansk sjömilitär.

## Biografi
Carl van Dockum var son till Jost van Dockum. Han avlade sjöofficersexamen 1821. Han tjänstgjorde 1823–1829 i franska Medelhavsflottan, varunder han deltog i slaget vid Navarino (1827) och belägringen av Patras (1828). Han befordrades till sekondlöjtnant 1829 och till kaptenlöjtnant 1840. Han var 1839–1844 adjutant hos guvernören över Dansk-västindiska öarna, blev 1847 kapten och förde 1848–1850 befälet över en korvett i Östersjön. Dockum var 1848 kungavald ledamot av den grundlagsstiftande riksförsamlingen. Därefter var han 1850–1852 marinminister och 1855–1857 ledamot av folketinget. Han utnämndes 1853 till kommendörkapten och var 1857–1860 sändebud vid brittiska hovet. År 1860 blev han konteramiral. Under dansk-tyska kriget år 1864 anförde van Dockum danska östersjöeskadern, var 1866–1867 för andra gången marinminister samt blev 1868 amiral och chef för sjöofficerskåren. Han erhöll 1874 avsked.
Carl van Dockum invaldes 1853 som korresponderande ledamot av Kungliga Örlogsmannasällskapet.
Carl van Dockum var son till viceamiral Jost van Dockum. Han begravdes på Holmens kyrkogård i Köpenhamn.

## Utmärkelser
- Dannebrogsmännens hederstecken,  1848[6]
- Storkors av Dannebrogorden,  1860[6]

[Redigera Wikidata]